# ケオラデオ国立公園
ケオラデオ国立公園（ケオラデオこくりつこうえん）またはケオラデオ・ガナー国立公園（ケオラデオ・ガナーこくりつこうえん）はインド・ラージャスターン州にある国立公園で、かつてはバラトプル鳥類保護区として知られていた。ここをソデグロヅルのような絶滅危惧種や希少種が越冬地として過ごす。またここには230種以上の鳥類が生息しており、冬季には鳥類学者が訪れる場所であり、また一大観光地でもある。ここは1971年に保護区となり、1981年にはラムサール条約登録湿地、1982年には国立公園となり、また1985年にはユネスコの世界遺産に登録された。
公園内では希少なソデグロヅルのうち少数の個体群が越冬する。他の種としてはアカツクシガモ、カモメ、ハシビロガモ、オナガガモ、オオバン、シマアジ、キンクロハジロ、ホシハジロ、カラフトワシ、カタシロワシが挙げられる。一帯はカモ類、ガン類、オオバン類、ペリカン類、渉禽類の越冬地とサギ類、トキ類、ウ類、ヘラサギ類、コウノトリ類の繁殖地であり、42種の猛禽類も見られる。

## 歴史
この公園の原型が作られたのは18世紀の半ば頃のことである。名前はこの地域にあるシヴァ神を祀ったケーオラーデーオ（केवलादेव）寺院にちなむ。当初この地は天然の窪地に過ぎなかったが、1726年から1763年までの当時バラトプルのマハラジャ（領主）であったスーラジ・マル（Suraj Mal）によって堤防が築かれ水で満たされた。堤防はガンビール（Gambhir）とバーンガンガー（Banganga）と言う2つの川の合流点に作られた。やがて鳥たちが集まるようになり、マハラジャがこの地で狩猟をすることが1850年頃からの伝統となった。そして英国統治下のインドにおいては総督に対する儀礼として、毎年鴨猟が催された。当時のインド総督であったリンリスゴー卿などは、一人で1年の間に少なくとも4,273羽ものマガモやコガモといった鳥を撃ち殺している。インド独立後、1972年までマハラジャはこの地で狩猟をする権利を認められた。1982年には公園内でこれまで認められてきたバッファローの放牧が禁止された。このため地元農民と下層カーストであるグージャル（Gujjar）の人々、そして政府との間で、死亡者が出るほどの激しい衝突に至った。
2004年の終わり頃にはヴァスンダラー・ラージェー（Vasundhara Raje）が首相を務めるラージャスターン州政府は、水を公園内に流入させることを阻止することを要求する農民からの圧力に屈した。これにより公園内への水の供給は15,000,000m3から510,000m3まで減少した。その結果この湿地は乾いて荒れ果ててしまい、生態学的災害ともいえる状態に陥った。そして大半の鳥たちは繁殖のためにニューデリーから90kmのところにあるウッタル・プラデーシュ州ガルムクテーシュワル（Garhmukteshwar）を流れるガンジス川まで飛び去ってしまった。この行為は主要な環境保護論者達によって批判された。そして公益訴訟として裁判所に提訴されるに至った。
また、プロソピス属、ホテイアオイ属、スズメノヒエ属などの侵略的外来種の植物が侵入したこともあるが、現在は除去された。

## 登録基準
この世界遺産は世界遺産登録基準のうち、以下の条件を満たし、登録された（以下の基準は世界遺産センター公表の登録基準からの翻訳、引用である）。
- (10) 生物多様性の本来的保全にとって、もっとも重要かつ意義深い自然生息地を含んでいるもの。これには科学上または保全上の観点から、すぐれて普遍的価値を持つ絶滅の恐れのある種の生息地などが含まれる。

## ギャラリー

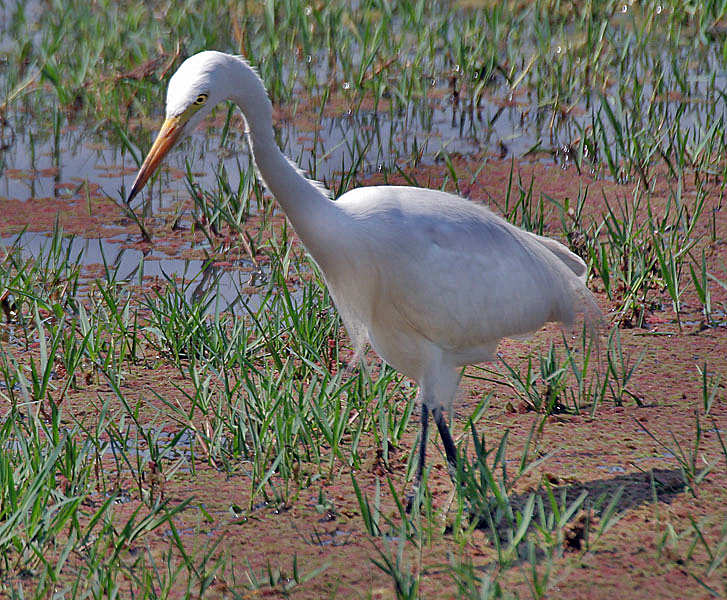
チュウサギ Ardea intermedia
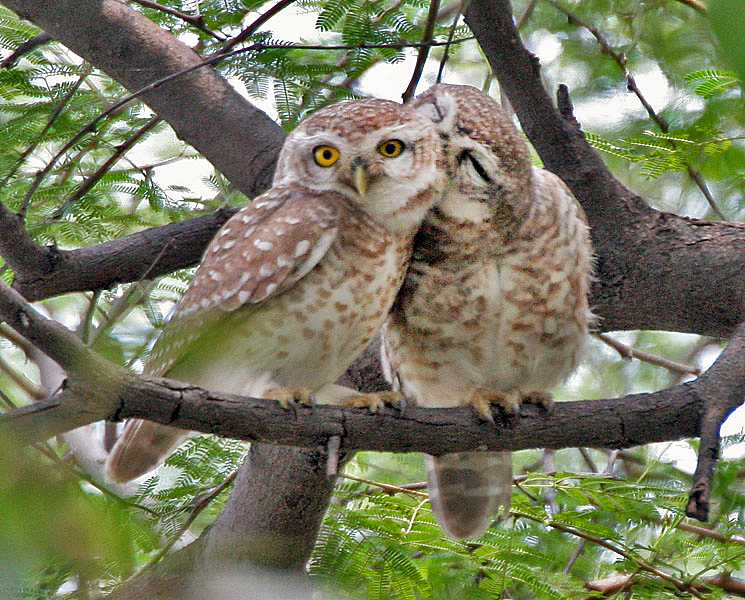
インドコキンメフクロウ（英語版） Athene brama
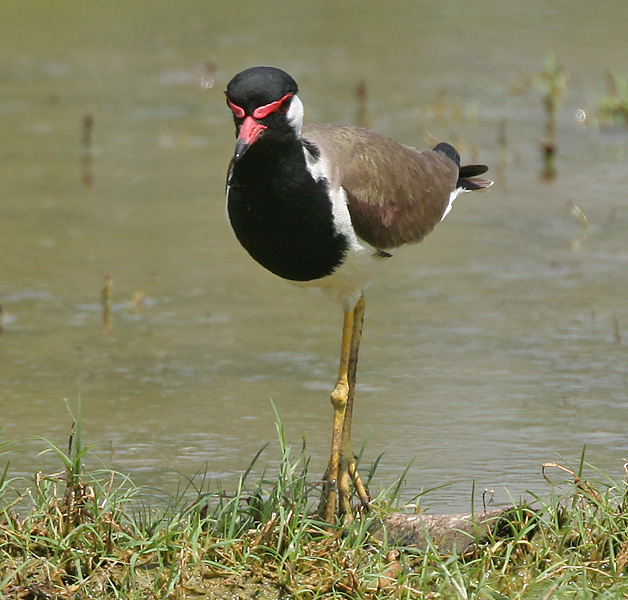
インドトサカゲリ（英語版） Vanellus indicus
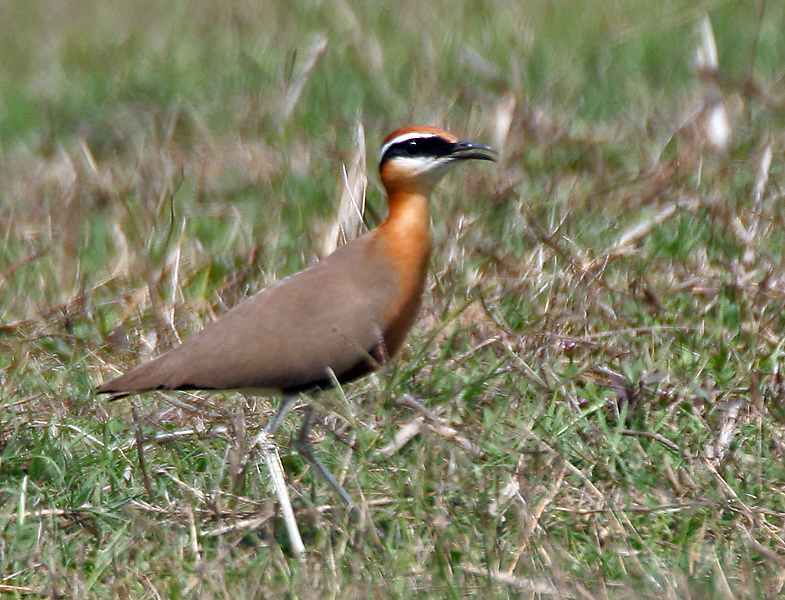
インドスナバシリ（英語版） Cursorius coromandelicus
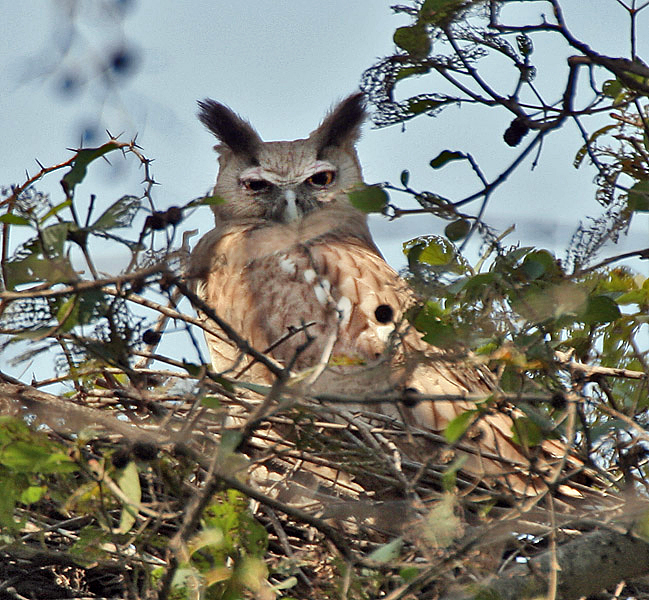
ウスグロワシミミズク（英語版） Ketupa coromandus
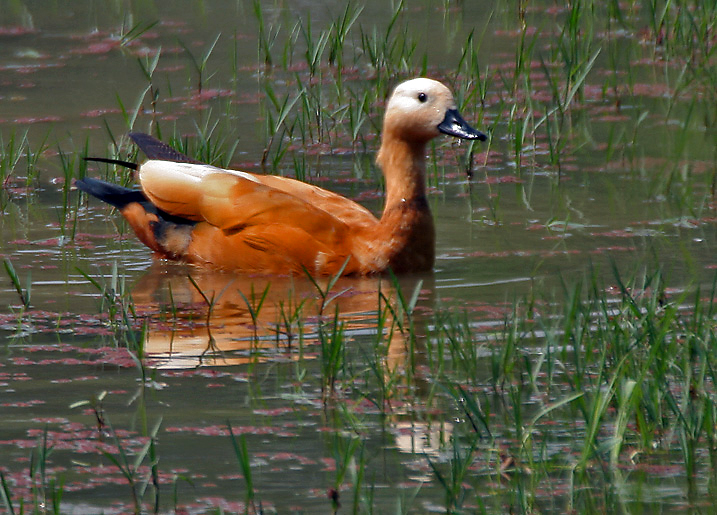
アカツクシガモ Tadorna ferruginea
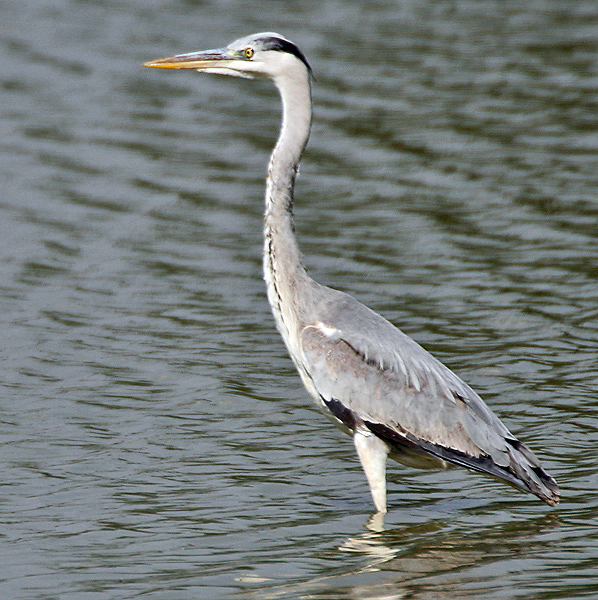
アオサギ Ardea cinerea
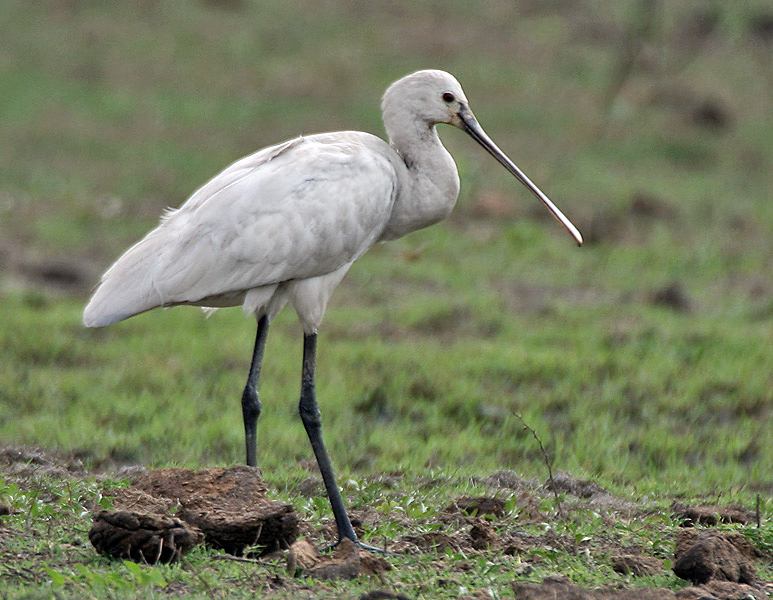
ヘラサギ Platalea leucorodia
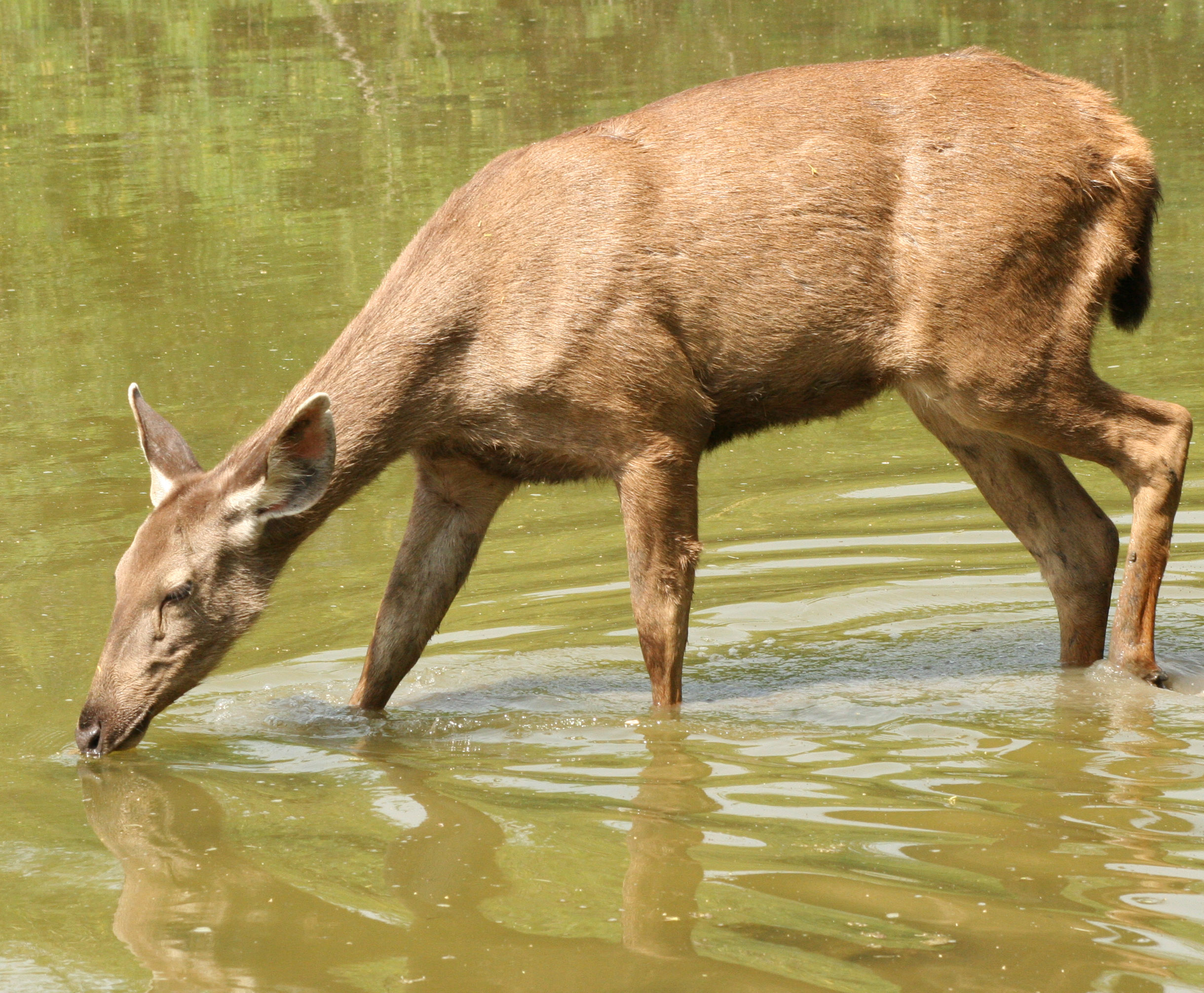
サンバー Rusa unicolor
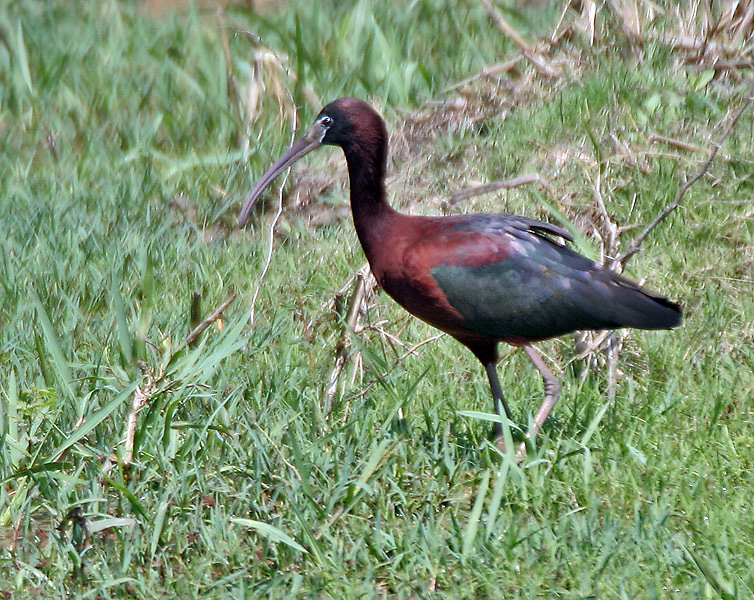
ブロンズトキ Plegadis falcinellus
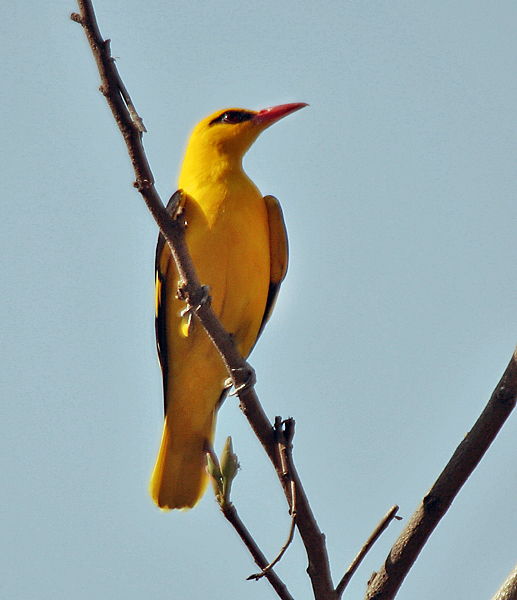
インドコウライウグイス（英語版） Oriolus kundoo
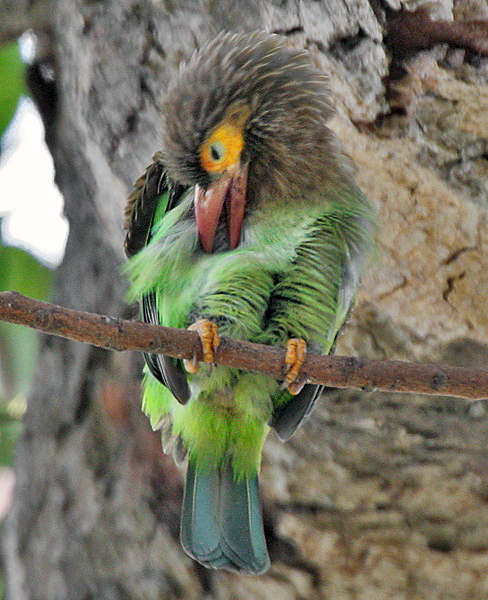
ミドリオオゴシキドリ（英語版） Psilopogon zeylanicus